# 道林·格雷
道林·格雷（Dorian Gray）是一个虚构人物，奥斯卡·王尔德小说《道林·格雷的画像》（1890年）的主人公。他是维多利亚时代的一位贵族绅士。

## 背景
道林·格雷是已故凯尔索勋爵的孙子。他的母亲玛格丽特·德维厄斯夫人，是一个美丽而富有的女人，继承了整个家族的财产。道林的父亲是一个军人，婚后几个月就被一名比利时暴徒杀害。玛格丽特夫人不久后也去世。

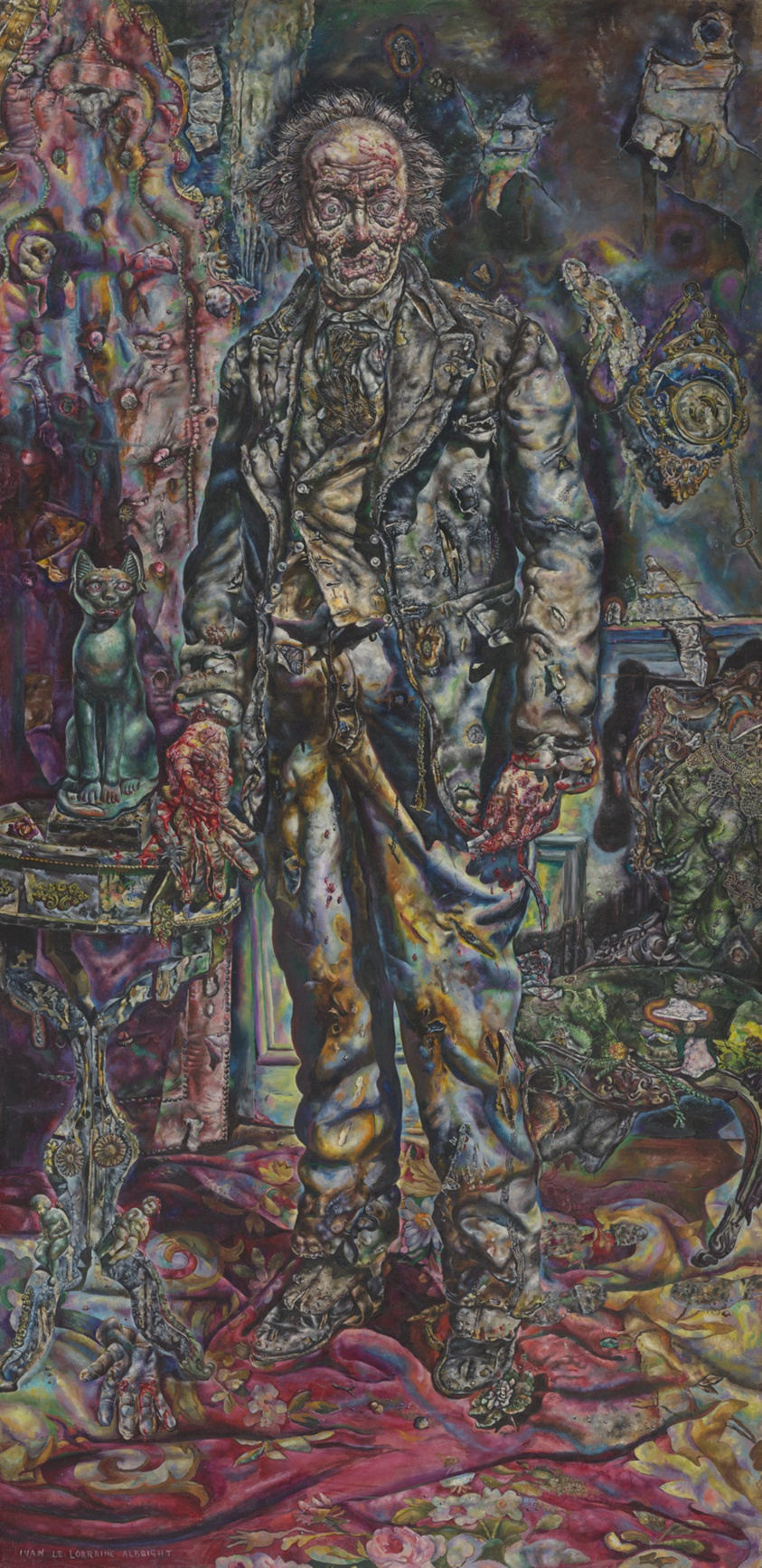

## 情节
小说的情节因版本而各异。
《道林·格雷的画像》开始于维多利亚时代的一个夏天。玩世不恭的亨利·华顿勋爵，正在观察艺术家巴兹尔·霍华德画的一幅肖像画。画中相貌俊美的贵族少年道林·格雷，是巴兹尔的终极缪斯。这幅画倾注了画家的全部心血，甚至不愿将这幅画送去公开展览。
在第二章，道林一边为这幅画摆着姿势，一边听亨利勋爵宣扬他的享乐主义世界观，开始认为追求快乐是人生中唯一值得追求的东西。这时道林开始许愿，让他的画像承担岁月的沧桑，换来他本人的青春永驻。